# ジェレミー・ベイツ (アメリカンフットボール)
ジェレミー・ベイツ（Jeremy Bates, 1976年8月27日 - ）は、カンザス州マンハッタン出身のアメリカンフットボール指導者。父親は、長年カレッジフットボールやNFLでコーチを務めたジム・ベイツ。

## 経歴
テネシー州セバービルの高校からテネシー大学に進学したが、ライス大学に転校し、1999年に卒業した。
2002年、タンパベイ・バッカニアーズのオフェンスクオリティコントロールコーチに就任、チームはこの年第37回スーパーボウルで優勝した。
2004年、ジョン・グルーデンヘッドコーチ、ジョン・シュープQBコーチの下でアシスタントQBコーチを務めた。この年、QBブライアン・グリーシーはNFLトップのパス成功率69.3%、チーム記録となるQBレイティング97.5、パス1回あたり7.83ヤードの数字を残した。
2005年、ニューヨーク・ジェッツのQBコーチに就任した。この年、チームはチャド・ペニントン、ジェイ・フィードラーがジャクソンビル・ジャガーズ戦で負傷して、ブルックス・ボリンジャーだけとなったため、ビニー・テスタバーディを補強するなど、5人のQBがプレーした。
2006年、デンバー・ブロンコスのリック・デニソン攻撃コーディネーターの下でアシスタントコーチを務めた。2007年には、WR、QBコーチ、2008年は、QBコーチとしてジェイ・カトラーを育てた。この年彼はデニソン攻撃コーディネーターとともにオフェンスのプレーコールを担当、チームオフェンスはNFL2位となる1試合あたり395.8ヤードを獲得、カトラーは、4526ヤードを投げてプロボウルに選ばれた。
2008年シーズン終了後、マイク・シャナハンヘッドコーチが解任され、ジョシュ・マクダニエルスヘッドコーチが就任したため、ブロンコスを退団した。
2009年1月19日、USCのピート・キャロルヘッドコーチにアシスタントヘッドコーチとして採用された。
2010年1月、キャロルヘッドコーチがシアトル・シーホークスのヘッドコーチに就任する際、攻撃コーディネーターとして付き従った。この年シーホークスのランオフェンスはチーム史上最低レベルに終わった。ベイツはプレーコールを担当していたが、シカゴ・ベアーズとのプレーオフでは前半8回の攻撃機会の全てがパントに終わり、28点差をつけられ、敵陣40ヤード以内にボールを進めることができなかった。レギュラーシーズン開幕1週間前にオフェンスラインコーチが引退、先発オフェンスライン5人の組み合わせが16試合中10通りとなるなど、オフェンスラインが安定しなかった。オフェンスはリーグ28位、ラン攻撃はチーム史上最低レベルの平均89ヤードにとどまり2011年1月18日解任された。
2012年2月7日、シカゴ・ベアーズのマイク・タイス攻撃コーディネーターの下でQBコーチに就任、ジェイ・カトラーの指導を再びすることとなった。ベイツは、2010年にマイク・マーツがベアーズの攻撃コーディネーターを解任された際、その後任となる可能性もあった。2013年1月17日、マーク・トレストマンヘッドコーチ就任に伴い、退任した。
2017年2月8日、ニューヨーク・ジェッツのトッド・ボウルズヘッドコーチの下でQBコーチに就任することが発表された。シーズン終了後の2018年1月にジョン・モートン攻撃コーディネーターが解任された後、2018年2月14日攻撃コーディネーターに就任した。この年チームオフェンスはNFLで下から3番目となり、シーズン終了後、ベテランWRのジャーメイン・カースからは創造性に欠けるオフェンスで保守的すぎると批判された。2019年1月24日、解雇された。